# Saint-Just-près-Brioude
Saint-Just-près-Brioude ist eine französische Gemeinde  mit 397 Einwohnern (Stand: 1. Januar 2022) im Département Haute-Loire in der Region Auvergne-Rhône-Alpes. Sie gehört zum Arrondissement Brioude und zum Kanton Pays de Lafayette.

## Geographie
Saint-Just-près-Brioude liegt im Zentralmassiv am Fluss Ceroux, etwa acht Kilometer südlich von Brioude. Umgeben wird Saint-Just-près-Brioude von den Nachbargemeinden Saint-Laurent-Chabreuges im Norden, Vieille-Brioude im Nordosten und Osten, Villeneuve-d’Allier im Osten, Mercœur im Süden, Lubilhac im Westen sowie Saint-Beauzire im Nordwesten.

## Bevölkerungsentwicklung

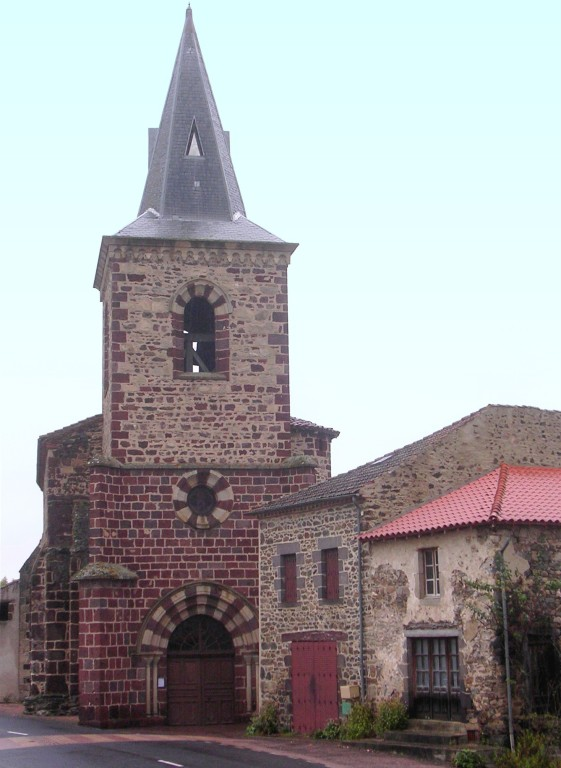
Kirche Saint-Just

| Jahr                       | 1962 | 1968 | 1975 | 1982 | 1990 | 1999 | 2010 | 2020 |
| Einwohner                  | 629  | 586  | 515  | 465  | 394  | 390  | 425  | 404  |
| Quellen: Cassini und INSEE |      |      |      |      |      |      |      |      |